# Schevenhof
Schevenhof ist eine Hofschaft in der bergischen Großstadt Wuppertal. Die Hofschaft wurde im 19. Jahrhundert Scheven genannt.

## Lage und Beschreibung
Die Hofschaft liegt im Nordwesten der Stadt Elberfeld auf 208 m ü. NHN im Westen des Wuppertaler Wohnquartiers Siebeneick des Stadtbezirks Uellendahl-Katernberg nahe der Stadtgrenze zu Velbert.
Benachbarte Wohnplätze und Ortschaften sind Auf der Schmitten, Römersleimberg, Römershäuschen, Schanze, Am Lindgen, Krähenberg, Otterberg und die unmittelbar benachbarten Wüstenhof, Steingeshof und Jungmannshof.
In Schevenhof befindet sich ein Teich, aus dem sich eine rundliche Insel erhebt. Für diese Struktur wurde der Antrag gestellt, sie als Ringförmige Grabenanlage in Schevenhof in die Bodendenkmalliste Wuppertals einzutragen. Der Antrag wurde zurückgezogen.

## Geschichte
Der Hof wird als Scheven bereits 1220 urkundlich erwähnt. Es gibt aber widersprüchliche Ersterwähnungen aus diesem Jahr, so dass nicht klar wird welches Scheven mit den Erwähnungen gemeint ist. So wird ein Scheven 1220 als Besitz des Stifts Essen unter dem Oberhof Nienhausen erwähnt, gleichzeitig aber als Besitz des Stifts Rellinghausen, dort aber gleich als zwei Höfe. 1355 wird Scheven in einem Verzeichnis der zur  bergischen Herrschaft Hardenberg gehörenden Güter urkundlich erwähnt und gehörte im Spätmittelalter und der frühen Neuzeit zur Villikation des Oberhofs Neviges in der Bauerschaft Untensiebeneick. 1464 gehörte Scheven mit einem Kotten Im Siepen vermutlich ebenfalls zu Hardenberg.
Auf der Topographia Ducatus Montani des Erich Philipp Ploennies aus dem Jahre 1715 sind drei Güter als Schefener Höf eingezeichnet. Der Ort ist auf der Topographischen Aufnahme der Rheinlande von 1824 unbeschriftet und auf der Preußischen Uraufnahme von 1843 als Scheven eingezeichnet. Auf Messtischblättern des frühen 20. Jahrhunderts trägt der Ort den Namen Scheven, ab der Mitte den Namen Schevenhof.
Schevenhof lag nahe an einer überörtlichen Altstraßen, der Alten Kölnischen Straße von Köln über Hilden, Erkrath-Hochdahl, Mettmann-Diepensiepen und Wülfrath-Oberdüssel nach Westfalen. Der beutige Schanzenweg folgt hier der alten Trasse.
Im 19. Jahrhundert gehörte Schevenhof zu der Bauerschaft Untensiebeneick der Bürgermeisterei Hardenberg, die 1935 in Neviges umbenannt wurde. Damit gehörte es von 1816 bis 1861 zum Kreis Elberfeld und ab 1861 zum alten Kreis Mettmann.
1888 lebten in Schevenhof vier Einwohner in einem Wohnhaus.
Durch die nordrhein-westfälische Gebietsreform kam Neviges mit Beginn des Jahres 1975 zur Stadt Velbert und die östlichen Außenortschaften von Neviges um Schevenhof wurden in Wuppertal eingemeindet.